# Страшилы
«Страшилы» (англ. The Frighteners) — комедийный фильм ужасов 1996 года режиссёра Питера Джексона, исполнительным продюсером которого был Роберт Земекис.

## Сюжет
Действие фильма происходит в небольшом городке Фэйрвотер (англ. Fairwater). В городке происходят странные события. Прокатилась волна необъяснимых смертей, когда люди умирают от того, что их сердце как бы сжали с чудовищной силой.
1990 год. Фрэнк Баннистер, молодой преуспевающий архитектор, потеряв в автокатастрофе жену Дебору, испытал сильнейшее потрясение. Он бросает свою профессию, и его незаконченный «дом мечты» остается незавершённым. С той поры он стал видеть духов усопших. Фрэнк в результате душевной травмы больше не может заниматься строительством. Чтобы хоть как-то прокормиться, он заключает некое «джентльменское соглашение» с тремя призраками: Судьёй (похожим на героя вестернов), темнокожим уличным гангстером из 1970-х Сайрусом и нердом Стюартом. По этому соглашению духи устраивают разгром в квартирах будущих «клиентов» Баннистера (имитируя явление полтергейста). Затем Фрэнк за некоторую плату наличными «выгоняет» демонов прочь. Баннистера часто видят на кладбищах во время похорон. Он раздаёт родственникам умерших свои визитные карточки.
Бизнес идёт ни шатко, ни валко, поскольку духи не отличаются пунктуальностью и обязательностью. За Фрэнком прочно закрепилась слава мошенника и шарлатана, паразитирующего на людском горе. Поэтому редактор местной газеты Магда Рис-Джонс даже поклялась вывести Фрэнка на чистую воду.
Вскоре после того, как у Фрэнка происходит конфликт с местным жителем Рэйем Лински и его женой — врачом Люси, Рэй умирает от сердечного приступа. Фрэнк обнаруживает, что некое существо в облике Мрачного жнеца перед убийством людей оставляет на их лбах как будто вырезанные ножом горящие цифры, которые видит только Фрэнк. Когда он нашёл тело Дебры, у неё тоже был такой же номер.
Способность Фрэнка предсказывать убийства ставит его под подозрение полиции и агента ФБР Милтона Даммерса, который убеждён в его причастности к преступлениям. Фрэнк арестован за убийство редактора газеты Магды Рис-Джонс, активно критиковавшей его деятельность. На самом деле это был Мрачный жнец, которому Фрэнк пытался безуспешно воспрепятствовать.
Люси расследует убийства, становится новой целью существа и подвергается нападению во время посещения Фрэнка в тюрьме, но самопожертвование Сайруса и Стюарта спасает её. Фрэнк хочет покончить жизнь самоубийством, чтобы остановить Мрачного Жнеца. Люси помогает Фрэнку впасть в состояние, близкое к смерти, остановив его сердце с помощью переохлаждения и барбитуратов. Даммерс похищает Люси и выясняется, что он в 1969 году был жертвой Чарльза Мэнсона и его «Семьи».
В своей призрачной форме Фрэнк противостоит Мрачному Жнецу и обнаруживает, что им является казнённый на электрическом стуле за убийство двенадцати человек в 1964 году санитар психиатрической больницы Джонни Бартлетт. Согласно газетным публикациям, самым большим его желанием было стать самым плодовитым серийным убийцей из когда-либо существовавших, гордясь победой над своим современником Чарльзом Старквезером. Патрицию Брэдли тогда обвинили в оказании ему помощи, но из-за несовершеннолетия она избежала смертной казни и в настоящее время считалась тихой помешанной девушкой.
Люси реанимирует Фрэнка, и вместе они навещают Патрицию. Им неизвестно, что та всё ещё любит Бартлетта, находится в дружеских и смертоносных отношениях с его призраком и в конце концов убивает следившую за её поведением собственную мать (бывшую начальницу психиатрической больницы). Люси и Фрэнк захватывают дух Бартлетта в его урну с прахом, которую хранила Патриция. Пара направляется к часовне ныне заброшенной психиатрической больницы, надеясь отправить призрак Бартлетта в ад.
Патриция и Даммерс начинают охоту на них среди руин больницы. Даммерс выбрасывает пепел и выпускает на свободу призрак Бартлетта, прежде чем принимает смерть из рук Патриции. Бартлетт и его возлюбленная выслеживают Фрэнка и Люси. Фрэнк понимает, что именно призрак серийного убийцы при участии Патриции ответственен за смерть его жены, что он и после смерти пытается увеличить количество своих жертв и зловещую славу (в настоящее время конкурируя с Андреем Чикатило).
В отсутствие пуль Патриция душит Фрэнка, но в отместку он в призрачной форме вырывает её душу из тела и заставляет Барлетта следовать за ними. Фрэнк попадает в рай, где встречает Дебру и Сайруса со Стюартом. Духи Бартлетта и Патриции заявляют о возвращении на Землю для сбора ещё большего числа жизней, но портал в Небеса быстро принимает демонический вид, и их обоих утаскивает в ад гигантское червеобразное существо.
Время Фрэнка ещё не настало, и он возвращён в своё тело, Дебра желает ему «быть счастливым». Фрэнк и Люси влюбляются друг в друга, а Люси теперь тоже может видеть призраков. Позже Фрэнк начинает сносить недостроенный дом мечты и строить жизнь вместе с Люси, в то время как угрюмый призрак Даммерса разъезжает в машине шерифа. Затем Фрэнк и Люси наслаждаются пикником.

## В ролях
| Актёр                    | Роль                                         |
| ------------------------ | -------------------------------------------- |
| Майкл Джей Фокс          | экстрасенс Фрэнк Баннистер                   |
| Джим Файф                | Стюарт призрак, сотрудничающий с Фрэнком     |
| Чи Макбрайд              | Сайрус призрак, сотрудничающий с Фрэнком     |
| Джулианна Маккарти       | Мадам Брэдли мать Патрисии                   |
| Трини Альварадо          | доктор Люси Лински                           |
| Питер Добсон             | Рэй Лински                                   |
| Джон Эстин               | Судья                                        |
| Джеффри Комбс            | Специальный агент ФБР Милтон Даммерс         |
| Ди Уоллес / Николя Клифф | Патрисия Энн Брэдли                          |
| Джейк Бьюзи              | Джонни Чарльз Бартлетт                       |
| Элизабет Хоторн          | Магда Рис-Джонс                              |
| Анджела Блумфилд         | Дебора Баннистер покойная жена Фрэнка        |
| Ли Эрми                  | покойный сержант Хайлс, кладбищенский сторож |
| Трой Эванс               | шериф Перри                                  |

## Награды
- 1996 год — приз Международного кинофестиваля фантастических фильмов в Каталонии «Ситжес» — за лучшие спецэффекты